# Partido Democrático Jemer
El Partido Democrático Jemer (en jemer: គណបក្សប្រជាធិបតេយ្យ ខ្មែរ; translit: Kanakpak Prachéathipatei Khmer) es un partido político minoritario de Camboya de tendencia nacionalista y derechista fundado por Uk Phourik en marzo de 1998. Ha participado en dos elecciones generales desde entonces, aunque sin obtener ningún escaño.
A pesar de que utilizar una retórica anti-vietnamita bastante marcada, afirmando que muchos inmigrantes "de Vietnam" le "roban el trabajo a los camboyano y son destructivos para el país", su líder, Uk Phourik, ha afirmado que no está en contra de la inmigración legal, y que su partido promueve que los inmigrantes busquen adquirir la nacionalidad camboyana para participar en la construcción del país. Otras ideologías que promueve y apoya el Partido Demócrata Khmer son los derechos humanos "especialmente para las mujeres y los niños", dando apoyo ilimitado a "una economía de libre mercado" y también siendo imparcial apoyando y "cooperando con todos los países del mundo", independientemente de sus políticas". Otras ideologías que apoya el partido son, por ejemplo, su apoyo conservador al patrimonio cultural y a la moralidad social, así como al derecho constitucional, lo que significa que buscan realizar amplias campañas contra el robo, las drogas y la trata de personas.

## Historia electoral
|  | 1.9 % |

|  | 0.54 % |